# Miocen
| Eon        | Eratem   | Sistem Perioda | Serija Epoha | Čas (106let)   |
| ---------- | -------- | -------------- | ------------ | -------------- |
| Fanerozoik | Kenozoik | Kvartar        | Holocen      | 0 - 0,0115     |
| Fanerozoik | Kenozoik | Kvartar        | Pleistocen   | 0,0115 - 2,588 |
| Fanerozoik | Kenozoik | Neogen         | Pliocen      | 2,588 - 5,332  |
| Fanerozoik | Kenozoik | Neogen         | Miocen       | 5,332 - 23,03  |
| Fanerozoik | Kenozoik | Paleogen       | Oligocen     | 23,03 - 33,9   |
| Fanerozoik | Kenozoik | Paleogen       | Eocen        | 33,9 - 55,8    |
| Fanerozoik | Kenozoik | Paleogen       | Paleocen     | 55,8 - 65,5    |
| Fanerozoik | Mezozoik | Kreda          | Pozna        | preteklost     |

Miocen je geološka doba v razvoju Zemlje, ki se je pričela pred približno 23 milijoni let in trajala do pred 5,33 milijoni let. V začetek te dobe geologi uvrščajo nastanek alpidske orogeneze v Evropi. Takrat so se dogajala velika tektonska premikanja tal, izginjal je veliki ocean Tetis, nastala je puščava Sahara, Indijska podcelina pa je trčila v evrazijsko ploščo, kar je povzročilo dvig najvišje gorske verige na Zemlji - Himalaje.

## Časovna delitev Miocena
Sodobni geologi so starost Miocena razdelili na osnovi novejših geoloških stratigrafskih odkritij fosilov v šest stopenj, katere so poimenovali kot sledi:
- Messinij,
- Tortonij,
- Serravallij,
- Langhij,
- Burdigalij,
- Akvitanij,

Tu gre za poimenovanje po lokalnih nahajališčih v Evropi. Poimenovanje na drugih kontinentih je po drugih lokalnih nahajališčih.